# CADR
CADR（Clean Air Delivery Rate、クリーンエア供給率）は米国家電製品協会が認証する、空気清浄機により濾過された空気の供給量を表す指標で、CADR値が高いほど速く空気を浄化する能力が高い。

## 概要
CADRは可動式空気清浄機に適用される指標であり、空調設備には適用されない。CADRは空気清浄機が「タバコ煙」「粉塵」「花粉」の3種類の汚染物質をどれくらい除去するかを表す。この数値が大きいほど、より速く空気を浄化する能力が高いといえる。「タバコ煙」「花粉」は450、「粉塵」は400がそれぞれ最高値となる。米国家電製品協会は、CADR値を評価するための標準化されたテストを確立し、認証を与える。CADR値の測定検査は、第三者機関で行われており、小売業者・メーカー・企画組織・政府機関省庁など産業全体で認められている。